# Na dosah (album)
Na dosah je třetí CD české dívčí skupiny 5Angels. Vydáno bylo v roce 2011. K hitům patří např. skladby „Pusa tě láká“, ke které byl natočen videoklip, „Céčka“, nazpívaná s Michalem Davidem nebo „Bieber Fever“, která je věnovaná Justinu Bieberovi.

## Seznam skladeb
1. „Brácha tě zná“
2. „Pusa tě láká“
3. „Make it up“
4. „Přátelství“
5. „Bieber Fever“
6. „To se může všem stát“
7. „Pleasure zone“
8. „Na dosah“
9. „Tak díky“
10. „Dance 4 life“
11. „Andělé dobrých zpráv“

Bonus
12. „Céčka“ (duet s Michalem Davidem)